# 유럽 방송 연맹
유럽 방송 연맹(European Broadcasting Union, EBU, Union Européenne de Radio-Télévision, UER)은 56개국의 85개 방송 단체, 그 밖의 22개국의 37개 연합 방송국들의 연맹이다.
1993년에 국제 라디오 텔레비전 협회와 중동부 유럽의 동종 조직을 편입했다. 2004년 시점에서 가맹국은 52개이다. 가맹하고 있지 않지만 제휴하고 있는 나라(대한민국・캐나다・미국・멕시코・인도・일본・홍콩 등)가 29개 있다. 동서 냉전 시대에 있어 서방 국가의 방송이 동구권의 민주화에 완수한 공적은 크다. 또, 동구권에 있어도 사회주의 체제를 유지하기 위한 도구로서의 미디어로부터 탈피해, 민주화로의 전환에 크게 공헌했다.

## 역사
EBU는 1925년에 설립되어 제네바에 행정 본부를 두고 브뤼셀에 기술 사무소를 둔 국제 방송 연합(IBU)의 후속이었다. 이는 주로 주파수 및 간섭 문제와 관련된 회원 간의 기술 분쟁을 중재하고 회원 간의 프로그래밍 교환을 촉진했다. 사실상 제2차 세계대전 중에 나치 독일에 의해 점령되었고, 그 후 연합군은 이를 신뢰할 수 없는 타협된 조직으로 여겼다.
1946년 봄, 소련 라디오 위원회의 대표자들은 새로운 조직을 구성할 것을 제안했다. 그러나 동시에 유럽 방송 지역의 주파수 사용에 대한 새로운 계획을 수립하기 위해 1948년 코펜하겐에서 정부 간 "유럽 방송 회의"가 준비되고 있었다. "코펜하겐 파장 계획"을 실행할 수 있는 조직이 필요하다고 생각되었지만 방송사 사이에 의견 차이가 있었고 특히 BBC는 새로운 협회가 소련에 의해 지배될 수 있다는 두려움을 표현했으며 각 구성원에게 제공하겠다는 제안을 했다. 한 표를 말한다. 프랑스는 북아프리카 식민지를 포함해 4표를 얻으자고 제안했다. 영국은 단 한 표만으로는 영향력이 거의 없을 것이라고 느꼈다.
1946년 6월 27일, 대안적인 국제방송기구(IBO)가 영국의 참여 없이 26명의 회원으로 설립되었다. 다음날 IBU는 총회에서 만나 이를 해산하려고 시도했지만 실패했다. 하지만 28명의 회원 중 18명이 IBO에 합류하기 위해 떠났다. 1940년대 후반 한동안 IBU와 IBO는 주파수 조직 역할을 놓고 경쟁했지만 영국은 어느 쪽에도 참여하지 않기로 결정했다. BBC는 그들과 적절한 업무 협의를 시도했지만 실패했다. 그러나 실용적인 목적을 위해 IBO는 브뤼셀에 있는 IBU 기술 센터를 임대하고 직원을 고용했다. 그런 다음 BBC는 IBO가 헌법을 변경하여 ITU(국제전기통신연합) 국가당 회원이 한 명만 있도록 하여 소련과 위성 국가에 대해 서방이 다수를 차지하는 것을 기반으로 하는 새로운 솔루션을 제안했다. 1949년 8월 이탈리아 스트레사에서 회의가 열렸지만 문제 해결 방법에 대해 대표자들 사이에 의견 차이가 발생했다. 한 가지 제안은 유럽 방송 지역을 동유럽, 레반트 및 북아프리카를 제외하는 지역으로 대체하는 것이었다.
스트레사 이후, 서유럽인들 사이에서 새로운 조직을 구성하기 위한 합의가 이루어졌고 BBC는 이 조직을 런던에 기반을 둘 것을 제안했다. 1949년 10월 31일과 11월 1일 파리 회의에서 IBU와 IBO의 운명이 결정되었으나 서독이 새 조직의 창립자가 되는 것을 허용하지 않기로 결정되었다. 1950년 2월 13일, 유럽 방송 연맹(European Broadcasting Union)은 영국 토키에 있는 임페리얼 호텔에서 유럽 방송 지역을 정의한 ITU 소속 회원 23명과 첫 회의를 가졌다. 초대 회장은 BBC의 이안 제이콥(Ian Jacob)으로 10년 동안 운영을 맡았으며 재정, 기술 및 직원 투입으로 인해 BBC가 운영을 대부분 장악했다. EBU와 이전 버전의 가장 중요한 차이점은 EBU 멤버십은 정부가 아닌 방송사를 위한 것이라는 것이다. 초기 대표자들은 EBU 회의가 친절하고 전문적이며 이전 회의의 갑작스러운 어조와는 매우 다르다고 말했다. 서독은 1951년에 가입했으며 1993년 1월 1일 합병될 때까지 EBU와 병행하여 존재했던 소련의 국제 라디오 및 TV 기구(OIRT)와 협력 관계를 맺었다.
1967년 유럽 방송 연맹의 국제 콘서트 시즌의 첫 콘서트가 런던의 퀸 엘리자베스 홀에서 방송되었다.

## 기술 활동
EBU의 기술 활동의 목적은 단순히 전례 없는 기술 변화의 시기에 EBU 회원(아래 참조)을 지원하는 것이다. 여기에는 컨퍼런스 및 워크샵을 통해 회원에게 기술 정보를 제공하는 것은 물론 서면 형식(예: EBU Technical Review 및 EBU tech-i 매거진)도 포함된다.
EBU는 또한 회원들이 자신의 지식과 경험을 자유롭게 공유하여 개별 회원이 스스로 성취할 수 있는 것보다 훨씬 더 많은 것을 성취할 수 있다는 점을 바탕으로 회원 간의 활발한 협력을 장려한다. 이러한 협력의 대부분은 공통 관심 분야의 특정 기술 문제를 연구하는 프로젝트 그룹을 통해 이루어진다. 예를 들어 EBU 회원은 오랫동안 1961년 스톡홀름 계획의 개정을 준비해 왔다.
EBU는 개방형 표준의 사용을 매우 강조한다. 개방형 표준(예: MPEG-2, DAB, DVB 등)의 광범위한 사용은 서로 다른 공급업체의 제품 간의 상호 운용성을 보장할 뿐만 아니라 EBU 회원 간의 프로그램 자료 교환을 촉진하고 모두의 이익을 위한 "수평 시장"을 촉진한다.
EBU 회원과 EBU 기술 부서는 오랫동안 다음과 같이 라디오 및 TV 방송에 사용되는 많은 시스템 개발에 중요한 역할을 담당해 왔다.
- 공식적으로 AES3으로 알려진 AES/EBU 디지털 오디오 인터페이스.
- 디지털 비디오용 직렬 및 병렬 인터페이스(ITU-R 권장 사항 601 및 656)
- RDS – FM 방송에 사용되는 라디오 데이터 시스템.
- EBU 음량 권장 사항 R 128 및 'EBU 모드' 미터(EBU Tech 3341)

EBU는 또한 다음의 개발과 구현을 적극적으로 장려했다.
- 유레카 프로젝트 147 및 WorldDAB 포럼을 통한 디지털 라디오(DAB).
- DVB 프로젝트 및 DigiTAG를 통한 DVB(디지털 비디오 방송).
- 현재 DRM(Digital Radio Mondiale)을 통해 AM 방송에 사용되는 대역의 디지털 라디오.
- TV-Anytime 포럼을 통한 PVR 시스템 표준화.
- P2PTV를 통한 인터넷상의 기타 콘텐츠 배포 네트워크 개발. EBU 프로젝트 그룹 D/P2P는 2007년 11월부터 2008년 4월까지 옥토셰이프(Octoshape)의 배포 플랫폼을 통해 선별된 회원 채널을 시험적으로 사용했다. EBU는 유럽 P2P-Next 프로젝트의 일부이기도 하다.

## 정회원
| 국가                  | 방송 사업자 | 자국 내 표기 | 약칭         | 가입년도            |
| --------------------- | --- | --- | ------------ | ------------------- |
| 알바니아              | 알바니아 방송협회 | Radio Televizioni Shqiptar | RTSH         | 1999                |
| 알제리                | 알제리 국영 텔레비전 | المـؤسـسـة العمومية للتـلـفزيـون | ENTV         | 1970                |
| 알제리                | 알제리 국영 라디오 | الإذاعة الجزائرية | ENRS         | 1970                |
| 알제리                | 알제리 텔레비전 | تلفزيون لجزائر | TDA          | 1970                |
| 안도라                | 안도라 방송협회 | Ràdio i Televisió d'Andorra | RTVA         | 2002                |
| 아르메니아            | 아르메니아 공영 라디오 | Հայաստանի Հանրային Ռադիո | ARMR         | 2005                |
| 아르메니아            | 아르메니아 공영 텔레비전 | Հայաստանի հանրային հեռուստաընկերություն | ARMTV        | 2005                |
| 오스트리아            | 오스트리아 방송 | Österreichischer Rundfunk | ORF          | 1953                |
| 아제르바이잔          | 아제르바이잔 방송 공사 | İctimai Televiziya və Radio Yayımları Şirkəti | İTV          | 2007                |
| 벨라루스              | 벨라루스 국영 텔레비전 라디오 회사 | Нацыянальная дзяржаўная тэлерадыёкампанія Рэспублікі Беларусь | BTRC         | 1993                |
| 벨기에                | 벨기에 네덜란드어 공동체 방송 | Vlaamse Radio- en Televisieomroep | VRT          | 1950                |
| 벨기에                | 벨기에 프랑스어 공동체 방송 | Radio-Télévision Belge de la Communauté Française | RTBF         | 1950                |
| 보스니아 헤르체고비나 | 보스니아헤르체고비나 방송협회 | Radio-televizija Bosne i Hercegovine Радио-телевизија Босне и Херцеговине | BHRT         | 1993                |
| 불가리아              | 불가리아 라디오 방송공사 | Българско национално радио | BNR          | 1993                |
| 불가리아              | 불가리아 텔레비전 방송공사 | Българска национална телевизия | BNT          | 1993                |
| 크로아티아            | 크로아티아 방송협회 | Hrvatska radiotelevizija | HRT          | 1993                |
| 키프로스              | 키프로스 방송협회 | Ραδιοφωνικό Ίδρυμα Κύπρου (그리스어) Kıbrıs Yayın Kurumu (튀르키예어) | RIK/CyBC/KYK | 1969                |
| 체코                  | 체코 라디오 방송공사 | Český rozhlas | ČRo          | 1993                |
| 체코                  | 체코 텔레비전 방송공사 | Česká televize | ČT           | 1993                |
| 덴마크                | 덴마크 방송 협회 | Danmarks Radio AS | DR           | 1950                |
| 덴마크                | TV2 | TV2 AS | DK/TV2       | 1996                |
| 이집트                | 이집트 방송협회 | إتحاد الإذاعة و التليفزيون المصري | ERTU         | 1985                |
| 에스토니아            | 에스토니아 방송공사 | Eesti Rahvusringhääling | ERR          | 1993                |
| 핀란드                | - 핀란드 국영 방송 - 핀란드 스웨덴어 방송 | Yleisradio OY (핀란드어) Rundradion AB (스웨덴어) | YLE/FST5     | 1950                |
| 핀란드                | Commercial Channel 3 | Mainostelevisio 3 | MTV3         | 1993                |
| 프랑스                | - TF1 - 프랑스 텔레비지옹 - Canal+ - 라디오 프랑스 - 라디오 프랑스 앵테르나쇼날                                                                                     | Groupement des Radiodiffuseurs Français de l'UER | GRF          | 1950                |
| 프랑스                | 유럽 1 | Europe 1 | E1           | 1978                |
| 조지아                | 조지아 방송공사 | საქართველოს საზოგადოებრივი მაუწყებელი | GPB          | 2005                |
| 독일                  | 독일연방공화국 공영방송컨소시엄 | Arbeitsgemeinschaft der öffentlich-rechtlichen Rundfunkanstalten der Bundesrepublik Deutschland | ARD          | 1952                |
| 독일                  | 독일 제2방송 | Zweites Deutsches Fernsehen | ZDF          | 1963                |
| 그리스                | 그리스 국영방송 | Ελληνική Ραδιοφωνία Τηλεόραση | ERT          | 1950—2013 2015-현재 |
| 헝가리                | 헝가리안 미디어 그룹: - Media Support and Asset Management Fund (MTVA) - 헝가리 라디오 (MR) - 헝가리 텔레비전 (MTV) - Duna TV                                       | Hungarian Media Group: - Media Support and Asset Management Fund (MTVA) - Magyar Rádió (MR) - Magyar Televízió (MTV) - Duna Televízió                                                                        | HMG          | 1993 (2014년 통합)  |
| 아이슬란드            | 아이슬란드 국영 방송 | Ríkisútvarpið | RÚV          | 1956                |
| 아일랜드              | 아일랜드 방송 협회 | Raidió Teilifís Éireann | RTÉ          | 1950                |
| 아일랜드              | TG4 | Teilifís na Gaeilge 4 | TG4          | 2007                |
| 이스라엘              | 이스라엘 방송 기관 | רָשׁוּת השׁידוּר | IBA          | 1957                |
| 이탈리아              | 이탈리아 방송협회 | Radiotelevisione Italiana | RAI          | 1950                |
| 요르단                | Jordan Radio and Television Corporation | التلفزيون الأردني | JRTV         | 1970                |
| 라트비아              | 라트비아 텔레비전 | Latvijas Televīzija | LTV          | 1993                |
| 라트비아              | 라트비아 라디오 | Latvijas Radio | LR           | 1993                |
| 레바논                | 텔레 리반 | تلفزيون لبنان (Télé Liban) | TL           | 1950                |
| 리비아                | Libya National Channel | | LNC          | 2011                |
| 리투아니아            | 리투아니아 국영 방송 | Lietuvos Radijas ir Televizija | LRT          | 1993                |
| 룩셈부르크            | CLT Multi Media | Compagnie Luxembourgeoise de Télédiffusion | CLT(RTL)     | 1950                |
| 룩셈부르크            | Radio 100,7 | Radio 100,7 | ERSL         | 1996                |
| 몰타                  | Public Broadcasting Services | Public Broadcasting Services | MT/PBS       | 1970                |
| 몰도바                | 텔레라디오 몰도바 | Teleradio-Moldova | TRM          | 1993                |
| 모나코                | - Radio Monte-Carlo (프랑스) - Radio Monte-Carlo (이탈리아) - TMC Monte-Carlo                                                                                       | Groupement de Radiodiffuseurs Monégasques | TMC/GRMC     | 1950                |
| 몬테네그로            | 몬테네그로 라디오 텔레비전 | Radio televizija Crne Gore Радио телевизија Црне Горе | RTCG         | 2001                |
| 모로코                | Société Nationale de Radiodiffusion et de Télévision | الشركة الوطنية للإذاعة والتلفزة | SNRT         | 1969                |
| 네덜란드              | 네덜란드 공영 방송 | Nederlandse Publieke Omroep | NPO          | 1950                |
| 북마케도니아          | Macedonian Radio-Television | Македонска радио телевизија | MKRTV        | 1993                |
| 노르웨이              | 노르웨이 방송 협회 | Norsk Rikskringkasting AS | NRK          | 1950                |
| 노르웨이              | TV2 | TV2 AS | NO/TV2       | 1992                |
| 폴란드                | 폴란드 텔레비전 | Telewizja Polska | TVP          | 1993                |
| 폴란드                | 폴스키에 라디오 | Polskie Radio | PR           | 1993                |
| 포르투갈              | 포르투갈 공영방송 | Rádio e Televisão de Portugal | RTP          | 1950                |
| 루마니아              | 루마니아 라디오 방송 회사 | Societatea Română de Radiodifuziune | ROR          | 1993                |
| 루마니아              | 루마니아 텔레비전 | Televiziunea Română | TVR          | 1993                |
| 러시아                | 페르비 카날 | Первый канал | C1R          | 1993                |
| 러시아                | 전러시아 국립 텔레비전 및 라디오 회사 | Всероссийская государственная телевизионная и радиовещательная компания | RTR          | 1993                |
| 러시아                | Radio Dom Ostankino: - Radio Mayak (MK) - Radio Orpheus (OP) - 러시아의 소리 (VOR)                                                                                  | Радиодом Останкино - Радиокомпания «Маяк» (MK) - Радиостанция «Орфей» (OP) - Голос России (VOR) | RDO          | 1996                |
| 산마리노              | Radio-Television of San Marino | Radiotelevisione della Repubblica di San Marino | SMTV         | 1995                |
| 세르비아              | Radio Television of Serbia | Радио-телевизија Србије | RTS          | 2001                |
| 슬로바키아            | 슬로바키아 방송공사 | Rozhlas a televízia Slovenska | RTVS         | 2011                |
| 슬로베니아            | Radio-Television Slovenia | Radiotelevizija Slovenije | RTVSLO       | 1993                |
| 스페인                | Spanish Radio-Television(TVE, RNE) | Corporación Radiotelevisión Española | RTVE         | 1955                |
| 스페인                | Spanish Society of Radio | Sociedad Española de Radiodifusión | SER          | 1982                |
| 스페인                | People's Radiowaves of Spain | Cadena de Ondas Populares de España | COPE         | 1998                |
| 스웨덴                | - 스웨덴 텔레비전 - 스웨덴 라디오 - 스웨덴 교육 방송 | Sveriges Television och Radio Grupp AB | SVT          | 1950                |
| 스웨덴                | - TV4 | TV4 Gruppen AB | TV4          | 2004                |
| 스위스                | 스위스 방송 협회 - Swiss- German Radio and Television - Radio Télévision Suisse - Italian Radio and Television of Switzerland - Swiss- Romansh Radio and Television | SRG SSR Radio- und Fernsehgesellschaft (독일어) Société suisse de radiodiffusion et télévision (프랑스어) Società svizzera di radiotelevisione (이탈리아어) Societad svizra da radio e televisiun (로망슈어) | SRG SSR      | 1950                |
| 튀니지                | Radiodifussion-Télévision Tunisienne | مؤسسة الإذاعة والتلفزة التونسية | ERTT         | 1950                |
| 튀르키예              | 튀르키예 라디오 텔레비전 공사 | Türkiye Radyo-Televizyon Kurumu | TRT          | 1950                |
| 우크라이나            | National Television Company of Ukraine | Національна телекомпанія України | NTU          | 1993                |
| 우크라이나            | National Radio Company of Ukraine | Національна радіокомпанія України | NRU          | 1993                |
| 영국                  | 영국방송협회 | British Broadcasting Corporation | BBC          | 1950                |
| 영국                  | 영국독립방송 - ITV - 채널 4 - Sianel 4 Cymraeg | United Kingdom Independent Broadcasting Darlledu Annibynnus Deyrnas Gyfunol (Welsh) | UKIB         | 1959                |
| 바티칸 시국           | 바티칸 라디오 | Radio Vaticana | RV           | 1950                |

### 이전 정회원
| 국가                | 방송 사업자                                                     | 약칭  | 가입년도  |
| ------------------- | --------------------------------------------------------------- | ----- | --------- |
| 체코슬로바키아      | Československá televize                                         | CST   | 1991—1992 |
| 그리스              | Νέα Ελληνική Ραδιοφωνία, Ίντερνετ και Τηλεόραση                 | NERIT | 2014-2015 |
| 모나코 이탈리아     | Telemontecarlo                                                  | TMC   | 1981—2001 |
| 리비아              | Libyan Jamahiriya Broadcasting Corporation (الجماهيرية اللّيبيّة) | LJBC  | 1974—2011 |
| 세르비아 몬테네그로 | Alliance of Public Radio and Television                         | UJRT  | 2001—2006 |
| 슬로바키아          | Slovenský rozhlas                                               | SRo   | 1993—2011 |
| 슬로바키아          | Slovenská televízia                                             | STV   | 1993—2011 |
| 스페인              | Antena 3 de Radio, S.A.                                         | A3R   | 1986—1993 |
| 바티칸 시국         | Vatican Television Center                                       | CTV   | 1950—2012 |
| 유고슬라비아        | Yugoslav Radio Television                                       | JRT   | 1950—1992 |

### 가입 희망
EBU 회원 가입을 희망하는 방송국으로 검토 중이거나 조건에 맞지 않아 거부된 방송국들의 목록이다.
| 국가         | 방송 사업자                           | 약칭  | 비고 |
| ------------ | ------------------------------------- | ----- | --- |
| 카자흐스탄   | Kazakhstan-1                          | K-1   | 2008년 이후 EBU 회원 대기중 또는 승인에 대한 요청을 기다리고 있다. 카자흐스탄은 유럽 방송 영역에 제외되기 때문에 정회원을 부여받지 못하고 있다. |
| 코소보       | Radio Television of Kosovo            | RTK   | RTK에서 가입에 관심을 보이고 있으나 EBU가 제안한 조건을 충족하지 못하고 있다.                                                                   |
| 리히텐슈타인 | 1 Fürstentum Liechtenstein Television | 1FLTV | 2008년 8월 15일에 설립한 리히텐슈타인에서 유일한 TV방송국으로 2009년 7월에 EBU에 가입하기 위한 의도를 밝혔다.                                   |
| 모로코       | La deuxième Télévision                | 2M TV | 모로코의 제2 상업 방송이며 EBU 가입에 관심을 보이고 있다.                                                                                       |
| 팔레스타인   | Palestinian Broadcasting Corporation  | PBC   | EBU의 준회원이었으며, 정회원 승격을 희망하고 있으나, 팔레스타인이 조직 구성원의 기준을 부합하지 못하고 있다.                                    |
| 카타르       | Qatar Radio                           | QR    | 최근 유로비전 2009에서 정회원 신청 희망에 대표단을 보내 관심을 표시했다. 걸프 국가는 유럽 방송 영역에 제외되기 때문에 기준에 부합되지 못하였다. |

### 준회원
| 국가              | 방송 사업자                                      | 약칭           |
| ----------------- | ------------------------------------------------ | -------------- |
| 오스트레일리아    | 오스트레일리아 방송 협회                         | ABC            |
| 오스트레일리아    | FreeTV Australia                                 | Free           |
| 오스트레일리아    | 스페셜 브로드캐스팅 서비스                       | SBS            |
| 방글라데시        | National Broadcasting Authority of Bangladesh    | NBAB           |
| 브라질            | TV Cultura (Fundação Padre Anchieta)             | —              |
| 캐나다            | 캐나다 방송 협회                                 | CBC/SRC        |
| 카보베르데        | Radiotelevisão Caboverdiana                      | RTC            |
| 칠레              | 카날 13 (칠레의 텔레비전 채널)                   | UCCTV          |
| 중화인민공화국    | 중국중앙텔레비전                                 | CCTV           |
| 쿠바              | Cuban Television                                 | ICRT           |
| 조지아            | Teleimedi                                        | TEME           |
| 조지아            | Rustavi 2                                        | RB             |
| 홍콩              | 홍콩라디오텔레비전                               | RTHK           |
| 인도              | All India Radio                                  | AIR            |
| 이란              | 이란 이슬람 공화국 방송                          | IRIB           |
| 일본              | 후지 TV                                          | JOCX           |
| 일본              | TV 아사히                                        | TAI            |
| 일본              | 일본방송협회                                     | NHK            |
| 일본              | 도쿄 방송 홀딩스                                 | TBS            |
| 일본              | FM 도쿄                                          | TFM            |
| 대한민국          | 한국방송공사                                     | KBS            |
| 대한민국          | 한국교육방송공사                                 | EBS            |
| 말레이시아        | 라디오 텔레비전 말레이시아                       | RTM            |
| 모리셔스          | 모리셔스 방송 공사                               | MBC            |
| 뉴질랜드          | 라디오 뉴질랜드                                  | RNZ            |
| 뉴질랜드          | 텔레비전 뉴질랜드                                | TVNZ           |
| 오만              | Oman Directorate General of Radio and Television | ODGRT          |
| 필리핀            | GMA 네트워크                                     | GMA            |
| 남아프리카 공화국 | 남아프리카 방송 공사                             | SABC           |
| 시리아            | Organisme de la Radio-Télévision Arabe Syrienne  | ORTAS          |
| 미국              | 미국 방송 회사                                   | ABC            |
| 미국              | American Public Media                            | APM            |
| 미국              | CBS Broadcasting Inc.,                           | CBS            |
| 미국              | 내셔널 퍼블릭 라디오                             | NPR            |
| 미국              | 전미 방송 회사                                   | NBC            |
| 미국              | 공영 방송 서비스                                 | PBS            |
| 미국              | WFMT 98.7 FM, 시카고                             | WFMT           |
| 미국              | 뉴욕 공영 라디오                                 | WNYC/WQXR/NJPR |

### 승인 참가
국제 전기 통신 연합(ITU)의 가맹 방송국 중에서 EBU에 가입하지는 않지만 연회비를 지불, 제공함으로 승인 참가된 회원국이다.
| 국가                        | 방송 사업자                               | 약칭     |
| --------------------------- | ----------------------------------------- | -------- |
| 벨기에 캐나다 프랑스 스위스 | TV5 Europe                                | FRI/TV5  |
| 유럽 연합                   | 유로뉴스                                  | Euronews |
| 프랑스 독일                 | ARTE GEIE                                 | ARTE     |
| 북마케도니아                | JP MRD (Macedonian Broadcasting)          | JPMRD    |
| 스페인                      | Abertis Telecom S.A.                      | –        |
| 스페인                      | Catalunya Música                          | CAT      |
| 러시아                      | Russian TV and Radio Broadcasting Network | RTRN     |

## 같이 보기
- 아시아 태평양 방송 연합
- 유로비전 송 콘테스트
- BBC 월드 뉴스
- TV5Monde
- EBU 컬러바